# Yoo Min-kyu
Yoo Min-kyu (né le 18 septembre 1987) est un acteur sud-coréen. Yoo a débuté en tant que mannequin en 2006. Il a ensuite joint et gagné l'audition de Flower Boy Casting: Oh! Boy en 2011, ce qui a lancé sa carrière d'acteur avec le drama Shut Up Flower Boy Band en 2012,,. En 2014, Yoo incarne les rôles principaux de One Night (issu du film à sketches One Night Only) et de la série câblée Be Arrogant, tous deux réalisés par Kim Jho Kwang-soo,.

## Filmographie

### Séries télévisées
| Année | Titre                         | Rôle                       | Chaîne   |
| ----- | ----------------------------- | -------------------------- | -------- |
| 2012  | Shut Up Flower Boy Band       | Kim Ha-jin                 | tvN      |
| 2012  | To the Beautiful You          | Jo Young-man               | SBS      |
| 2013  | Master's Sun                  | Ji-woo (invité, épisode 5) | SBS      |
| 2013  | Drama Special "Na-ra's Rain"  | Son Woo-ki                 | KBS2     |
| 2013  | Shining Romance               | Kang Ki-joon               | MBC      |
| 2014  | Cheo Yong                     | Park Min-jae               | OCN      |
| 2014  | Dodohara (Be Arrogant)        | Noh Chul                   | SBS Plus |
| 2017  | Live Up to Your Name, Dr. Heo | Yoo Jae-ha                 | tvN      |
| 2019  | Black Dog: Being A Teacher    | Ji Hae-won                 | tvN      |

### Films
| Année | Titre          | Rôle    | Notes                |
| ----- | -------------- | ------- | -------------------- |
| 2014  | One Night Only | Geun-ho | segment: "One Night" |

### Émissions
| Année | Titre                       | Chaîne | Notes       |
| ----- | --------------------------- | ------ | ----------- |
| 2011  | Flower Boy Casting: Oh Boy! | tvN    | Participant |

### Clips
| Année | Chanson | Artiste    |
| ----- | ------- | ---------- |
| 2013  | "You"   | Monday Kiz |

## Théâtre
| Année     | Titre              | Rôle    |
| --------- | ------------------ | ------- |
| 2012-2013 | Kisaragi Miki-chan | Iyemoto |